# Elif (série télévisée)
Elif est une série télévisée turque en 940 épisodes de 55 minutes diffusée entre le 15 juillet 2014 et le 10 juin 2019 sur la chaîne Kanal 7.

## Distribution
- Isabella Damla Güvenilir (tr) : Elif
- Çağla Şimşek : Reyhan
- Selin Sezgin (tr) : Melek
- Altuğ Seçkiner : Kenan Emiroğlu 1
- Volkan Çolpan : Kenan Emiroğlu 2
- Aysun Güven : Aliye Emiroğlu
- Hasan Ballıktaş : Veysel Şimşek
- Ozanay Alpkan : Ayse Doğan